# Maryknoll Convent School

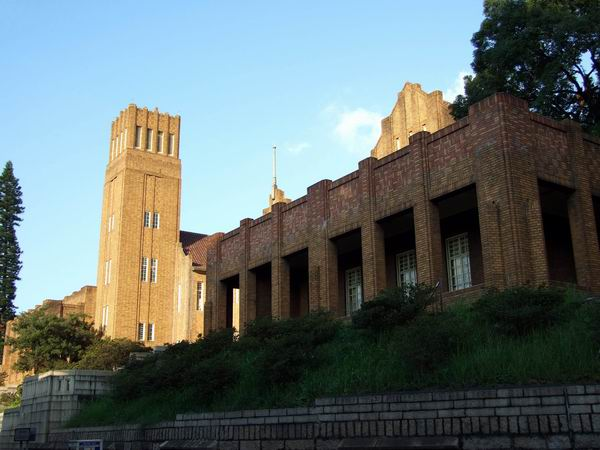
Maryknoll Convent School, Blick von der Waterloo Road.

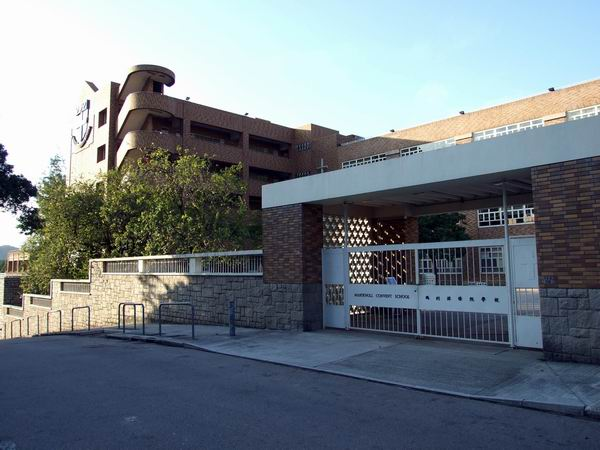
Maryknoll Convent School, Eingang No. 5 Ho Tung Road.

Die Maryknoll Convent School, kurz MCS, (chinesisch 瑪利諾修院學校, Pinyin Mǎlìnuò Xiūyuàn Xuéxiào, Jyutping Maa5lei6nok6 Sau1jyun2 Hok6haau6) ist eine römisch-katholische Mädchenschule mit Grundschule und weiterführender Schule der Sekundarstufe I und II im Stadtteil Kowloon Tsai von Kowloon in Hongkong. Sie wurde 1925 von den US-amerikanischen Maryknoll Sisters gegründet. Die MCS ist für ihre ausgezeichneten akademischen Ergebnisse und ihre Schultraditionen bekannt. 14 ihrer Schülerinnen gewannen den Hong Kong Outstanding Students Award. Damit liegt die MCS auf Platz 5 der Hongkonger Schulen.

## Geschichte
1921 ging einige Mitglieder einer Gruppe katholischer Frauen namens Maryknoll Sisters of St. Dominic (kurz: Maryknoll Sisters) aus den Vereinigten Staaten nach Hongkong. Am 11. Februar 1925 begann Mary Paul zwölf Schülerinnen in einem Raum des Konvents in der 103 Austin Road zu unterrichten. Wegen der wachsenden Zahl von Schülerinnen zog die Schule 1931 in die 248 Prince Edward Road. Die Schule zog schließlich 1936 auf ihren heutigen Campus in der 130 Waterloo Road.
1941 verließen die Maryknoll Sisters Hongkong und schlossen die Schule, da die Japanische Armee Hongkong besetzt hatte. 1945, nach der Kapitulation Japans, wurde die Schule neu eröffnet.
1960 wurde in der 5 Ho Tung Road eine Zweigstelle für die weiterführende Schule eröffnet. Die Grundschule verblieb in der 130 Waterloo Road. Sr Jeanne Houlihan leitete 1967 die Gründung der Maryknoll Student Association für die weiterführende Schule an. 1971 wurde ein Staff Council als experimentelles Verwaltungssystem für die weiterführende Schule eingeführt. Es wurde später durch ein School Advisory Committee und 2001 durch die General Staff Assembly abgelöst. 1989 wurde ein Schülerpräfektensystem eingerichtet. Im Mai 1992 wurde der MCS Educational Trust für die weiterführende Schule gegründet.
1997 wurde die Grundschule in eine Ganztagsschule umgewandelt. 2001 und 2002 wurden Eltern-Lehrer-Vereine etabliert. Seit 2005 ersetzte die MCS Foundation die Maryknoll als Schulträger. Am 16. Mai 2008 wurde das Gebäude der Maryknoll Convent School (Monument Object No. 84) zum Kulturdenkmal Hongkongs erklärt.

## Schullogo
Im oberen Teil des Logos sieht man zwei Lampen mit einer Rose in der Mitte. Die Lampen sollen die Schülerinnen an den Spruch James Russell Lowells englisch As one lamp lights another, nor grows less, So nobleness enkindleth nobleness erinnern. Die Rose ist das Symbol Maria, Mutter Jesu.
Ein schwarzer und weißer Teil des Logos stammt aus dem Schild der Dominikaner, da die Maryknoll Sister Teil des Dominikanerordens waren. Das Weiß symbolisiert Reinheit und Wahrheit und das Schwarz symbolisiert Selbstaufopferung.
Die anderen Farben des Logos sind Blau und Rot, wobei Blau für Loyalität steht und Rot für Nächstenliebe.
Ganz unten steht das Schulmotto lateinisch Sola Nobilitas Virtus ‚Nur Tugend adelt‘.

## Die Kontroverse um die Geistertanne
In einer Ecke des Schulhofs gegenüber der Schultors an der Waterloo Road stand eine Zimmertanne. Sie war 71 Jahre alt und 23 m hoch. Von den Schülerinnen „Geistertanne“ genannt, wurde sie als Wahrzeichen der Schule angesehen.
Am 10. Juli 2009 lud die Vereinigung ehemaliger Schülerinnen ihre Mitglieder in einem Rundschreiben ein, Fotos mit der Geistertanne zu machen und sich zu verabschieden, mit einem Verweis auf eine Entscheidung der Schulleitung, den Baum in zwei Wochen zu fällen. Die Schulleitung machte sich Sorgen um die Sicherheit der Schüler und der Öffentlichkeit, sollte der Baum umstürzen, wie in einem Brief der Schulleiterin Sr Jeanne Houlihans an ehemalige Schülerinnen erläutert wurde.
Mehrere ehemalige Schülerinnen, einige davon Spezialistinnen für Landschaftsbau und Umweltwissenschaften, schlugen Lösungen vor, um den Baum zu retten und gleichzeitig die Sicherheit der Schülerinnen und der Öffentlichkeit sicherzustellen. Sie wurden von 2.000 Schülerinnen unterstützt, die eine Petition auf Facebook unterzeichneten, um den Baum zu erhalten. Der Vorschlag der Schule, den Baum in kleine Teile als Andenken für Schülerinnen und ehemalige Schülerinnen zu zerlegen, wurde von vielen ehemaligen Schülerinnen als grausam angesehen und mit Leichfledderei verglichen. Experten auf diesem Gebiet, vor allem Professor C. Y. Jim, Vorsitzender Professor für Geographie an der University of Hong Kong und Mr. Ken So von der Conservancy Association wurden herangezogen, um die Gesundheit des Baumes zu bewerten. Es wurde festgestellt, dass der Baum, obgleich er sich leicht zur Seite neigte, keine unmittelbare Gefahr darstellte. Später stellte sich heraus, dass die Beratungsfirma, die zuvor von der Schule zu Rate gezogen worden waren, sich in einem Interessenkonflikt befand, da sie mit dem Beseitigen von Bäumen Geld verdiente. Die Firma wäre vielleicht mit den Baumfällarbeiten beauftragt worden. Die Behauptungen der Beratungsfirma über einen Termitenbefall wurden von Wissenschaftlern und unabhängigen Spezialisten widerlegt. Ein übermäßiger Austritt von Baumsaft wurde ebenfalls als ungefährlich klargestellt.
Zur Lösung des Problems wurden die Befestigung des Stammes am Schulgebäude und die Errichtung einer Abstützkonstruktion für den Baum vorgeschlagen. Die Befestigung am Schulgebäude kam jedoch nicht in Frage, da eine Beschädigung des denkmalgeschützten Baus zu befürchten war.
Letztendlich schritt die Regierung ein. Man einigte sich darauf, den Baum zu retten. Das Development Bureau stellte 500.000 HKD zur Finanzierung des Projekts zur Verfügung.
Am 4. Februar 2010 gab die Schule bekannt, dass bei Entwässerungsarbeiten die Wurzeln des Baumes so schwer beschädigt wurden, dass der Baum nicht zu retten wäre und gefällt werden müsste. Die Ankündigung empörte viele Schülerinnen, die die Entscheidung für übereilt hielten und vermuteten, dass die Ratschläge der Experten nicht berücksichtigt worden waren. Am 5. Februar 2010 bekräftigte die Leiterin der Grundschule Hellen Yu, selbst eine ehemalige Schülerin, in einer Pressekonferenz, dass die Entscheidung schmerzvoll aber notwendig sei. Sie sagte zudem, einige ehemalige Schülerinnen unverantwortlich handeln würden, indem sie eine Verschwörungstheorie verbreitet hätten. Am selben Tag schickte eine ehemalige Schülerin über einen Anwalt einen Brief an die Schule, in dem in Frage gestellt wurde, dass die Schule eine Rechtsgrundlage habe, den Baum zu fällen.
Durch einen indirekten Kanal wurden die ehemaligen Schülerinnen informiert, dass die Entscheidung, den Baum zu fällen bereits gefallen sei, bevor die zwei von der Regierung beauftragten Experten ihre Berichte abgeschlossen und abgegeben hatten. Der Mangel an Transparenz beim Entscheidungsprozess und der Unwillen der Schulleitung, den Baum zu erhalten, enttäuschte die ehemaligen Schülerinnen.
Am 6. Februar 2010 4:00 Uhr früh sperrte die Polizei einen Abschnitt der Waterloo Road zwischen Flint Road und Boundary Street ab. 6:00 Uhr begannen Mitarbeitende des Leisure and Cultural Services Department den Baum zu zerteilen. Der Vorgang dauert drei Stunden. Als die ehemalige Legislatorin Tanya Chan und eine ehemalige Schülerin die Arbeitenden aufforderten, ihnen eine Genehmigung für die Baumarbeiten zu zeigen, wurde das von Alan Au, einem Regierungsangestellten aus dem Development Bureau verweigert. Er weigerte sich auch, die Genehmigung der Polizei zu zeigen. Ab 10:30 Uhr versammelten sich mehr als 50 Schülerinnen am Tor an der Waterloo Road, trauerten mit Gebeten um den Baum und sangen die Schulhymne.
Mehrere ehemalige Schülerinnen reichten am selben Tag eine Beschwerde beim Bürgerbeauftragten wegen Missständen in der Verwaltung mehrerer Ministerien ein: Leisure and Cultural Services Department (als übergeordnete Behörde des Antiques and Monuments Office), Development Bureau, Drainage Services Department und Buildings Department. Die ehemaligen Schülerinnen verlangten von den Behörden Auskunft, wer die Entwässerungsarbeiten genehmigt hatte, und ob die Auswirkungen auf den Baum sorgfältig geprüft und ausreichende Maßnahmen zur Risikominderung ergriffen worden waren. Es wurde argumentiert, dass die Regierungsstellen entweder nicht sofort informiert wurden oder es der Schule überließen, ohne Abhilfemaßnahmen zu ergreifen. Darüber hinaus stand die Entscheidung, eine Genehmigung zum Fällen des Baumes zu erteilen, im Widerspruch zu den Schlussfolgerungen der Experten, die die Errichtung einer dauerhaften Unterstützung anstelle des Fällens des Baumes empfahlen. Die ehemaligen Schülerinnen stellten auch die Frage, ob die Schule oder die Regierungsstellen über die notwendige rechtliche Befugnis verfügten, um ihren Maßnahmen durchzuführen, da beide keine Genehmigung der zuständigen Behörden vorlegen konnten.
Später wurde berichtet, dass die Schule für die Durchführung der Entwässerungsarbeiten, die letztendlich zum Fällen des Baumes führten, wegen Verstoßes gegen die Antiquities and Monuments-Verordnung strafrechtlich verfolgt werden könnte. Nach einer Untersuchung teilte die ehemalige Entwicklungsministerin Carrie Lam Cheng Yuet-ngor den LegCo-Mitgliedern mit, dass die Schule die Bedingungen der für ihre Entwässerungsarbeiten erteilten Genehmigung nicht erfüllt habe, die zu Schäden an mehr als der Hälfte der Wurzeln der 70-jährigen Kiefer geführt habe, die die Schule gefällt habe. Darüber hinaus sagte Carrie Lam, dass die Schule schon im Dezember 2008 18 Bäume gefällt habe, ohne einen Abholzungsplan beim Antiquities and Monuments Office einzureichen.

## Alumnae (Auswahl)
Chronologisch aufsteigend
- Xia Meng (1933–2016), Schauspielerin und Filmproduzentin
- Nancy Kwan (* 1939), Schauspielerin
- Shelley Lee (* 1949), Beamtin
- Nansun Shi (* 1951), Filmproduzentin
- Rosamund Kwan (* 1962), Schauspielerin – nur Grundschule
- Valerie Chow (* 1970), Schauspielerin, Modereporterin und Unternehmerin
- Michelle Reis (* 1970), Schauspielerin und Schönheitskönigin
- Jennifer Chan (* ????), Musikerin, Schauspielerin und Produzentin
- Jenny Pat (* 1981–2014), Kunsthändlerin, Visual Artist, TV-Persönlichkeit
- Rachel Cheung (* 1991), Pianistin